# Перхлорат калію
Перхлора́т ка́лію, хлорноки́слий ка́лій — хімічна сполука, калієва сіль хлорної кислоти з формулою KClO4, дуже сильний окислювач. Часто використовується абревіатура ПХК.

## Загальні відомості
Кристалічна речовина білого кольору,  кристали мають ромбічну (β-) форму. При 299,5 °C відбувається перехід в кубічну (α-) форму. Температура плавлення 610 °C. Молекулярна маса 138,55 а. о. м. Погано розчинний у воді — 2,03 г на 100 г води при 25 °C. Негігроскопічний, на відміну від майже всіх перхлоратів.

## Хімічні властивості
Перхлорат калію як окисник може взаємодіяти з широким колом горючих речовин, наприклад, з глюкозою:
{\displaystyle {\mathsf {3KClO_{4}+C_{6}H_{12}O_{6}\rightarrow 6H_{2}O+6CO_{2}+3KCl}}}

## Застосування
Основні способи застосування перхлорату калію пов'язані з його окиснюючими властивостями:
- у феєрверках
- у твердих ракетних паливах
- у складі вибухових речовин — перхлоратитів
- у капсулях
- у хлопушках
- у петардах

В сучасних твердих ракетних паливах і вибухових речовинах практично не використовується, замість нього застосовують перхлорат амонію.
У медицині перхлорат калію використовується як засіб від токсичного зобу і як радіопротектор, випускається у вигляді таблеток по 0,25 грама.

### Калориметрія
Перхлорат калію використовується як хімічний стандарт для калібрування калориметрів по температурі і теплоємності.